# Domarring von Hjortebakken

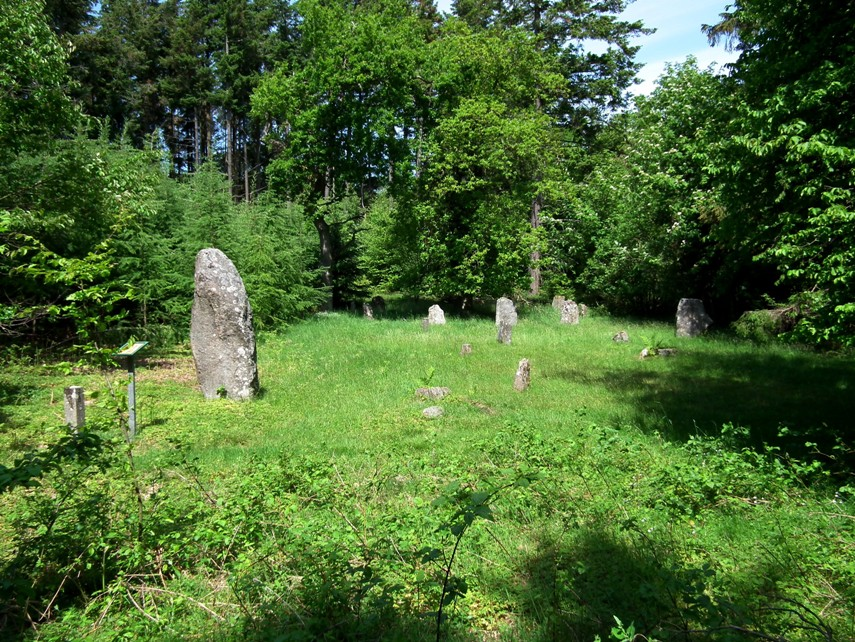
Domarring von Hjortebakken

Der Domarring von Hjortebakken liegt auf einem flachen Hügel 3,0 km westlich der Bautasteine im Gryet in der Kirchengemeinde Bodilsker auf der dänischen Insel Bornholm. 
Den Hügel, der sich in einem dichten Waldgebiet befindet, kann man kaum erkennen. Auf einer Waldlichtung befindet sich der Steinkreis (dänisch auch Dommerring) aus wenigen großen und vielen kleineren Steinen. Domarringe sind in Dänemark nur von Bornholm bekannt. Sie sind jedoch in Schonen häufig. Die Menhire bei Hjortebakken wurden im Jahr 1878 unter Schutz gestellt. Der 1956 untersuchte Ort, der auch als eine Ansammlung von 19 Bautasteinen beschrieben wird, wurde in der späten Eisenzeit für Feuerbestattungen genutzt, aber es wurden auch Knochen gefunden. Diese Art Bestattungsorte sind ansonsten aus Südschweden bekannt, aber im übrigen Dänemark nicht erhalten. 
Der Hjortebakken (deutsch „Hirschhügel“) erhielt seinen Namen durch den Abschuss von Bornholms letztem Hirsch im Jahr 1785. Das geschah, nachdem der dänische König sein Privileg der Hirschjagd aufgrund der minimierten Population auf der Insel aufgab.

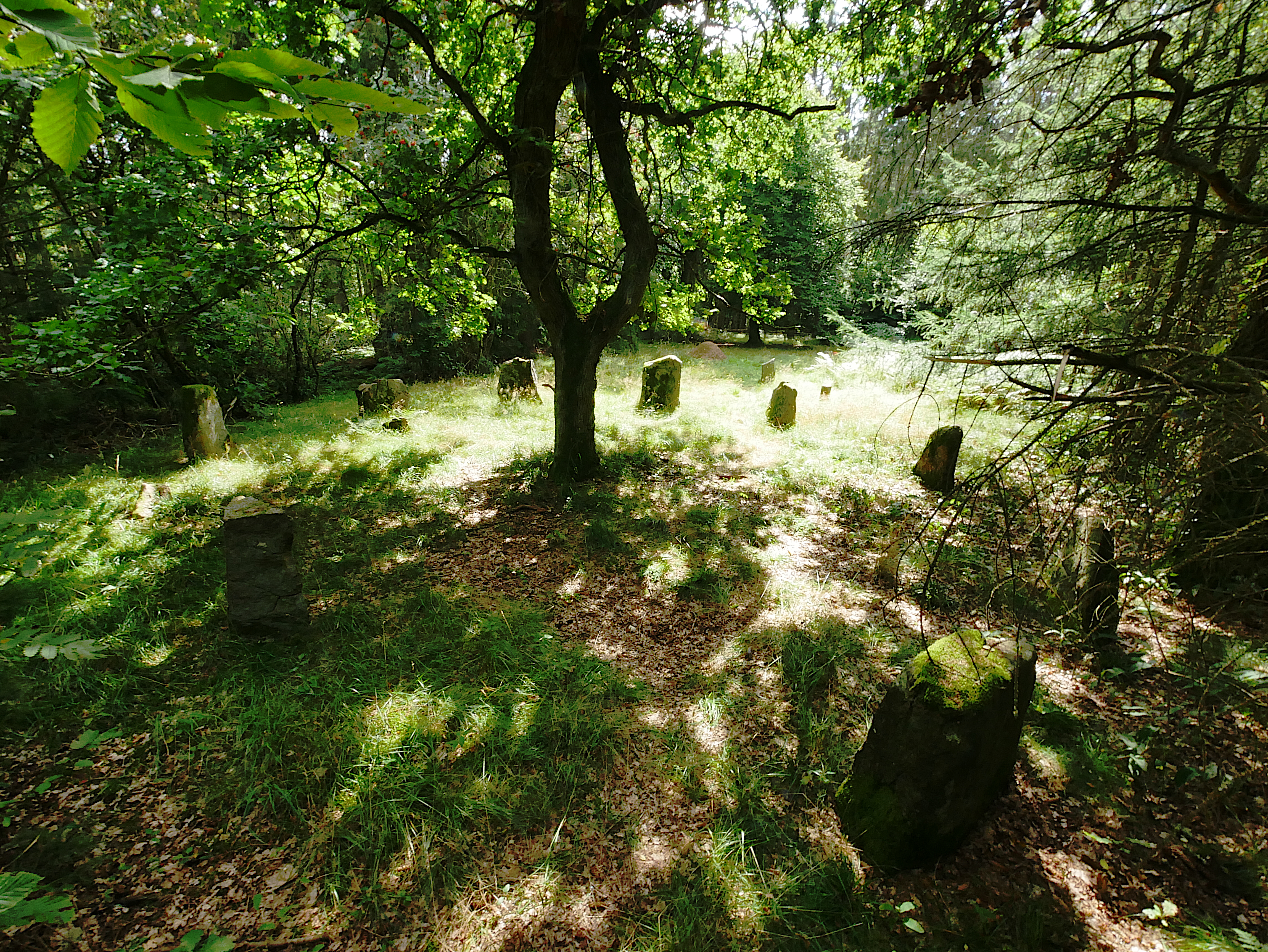
Steinkreis und ´(dahinter) Menhire
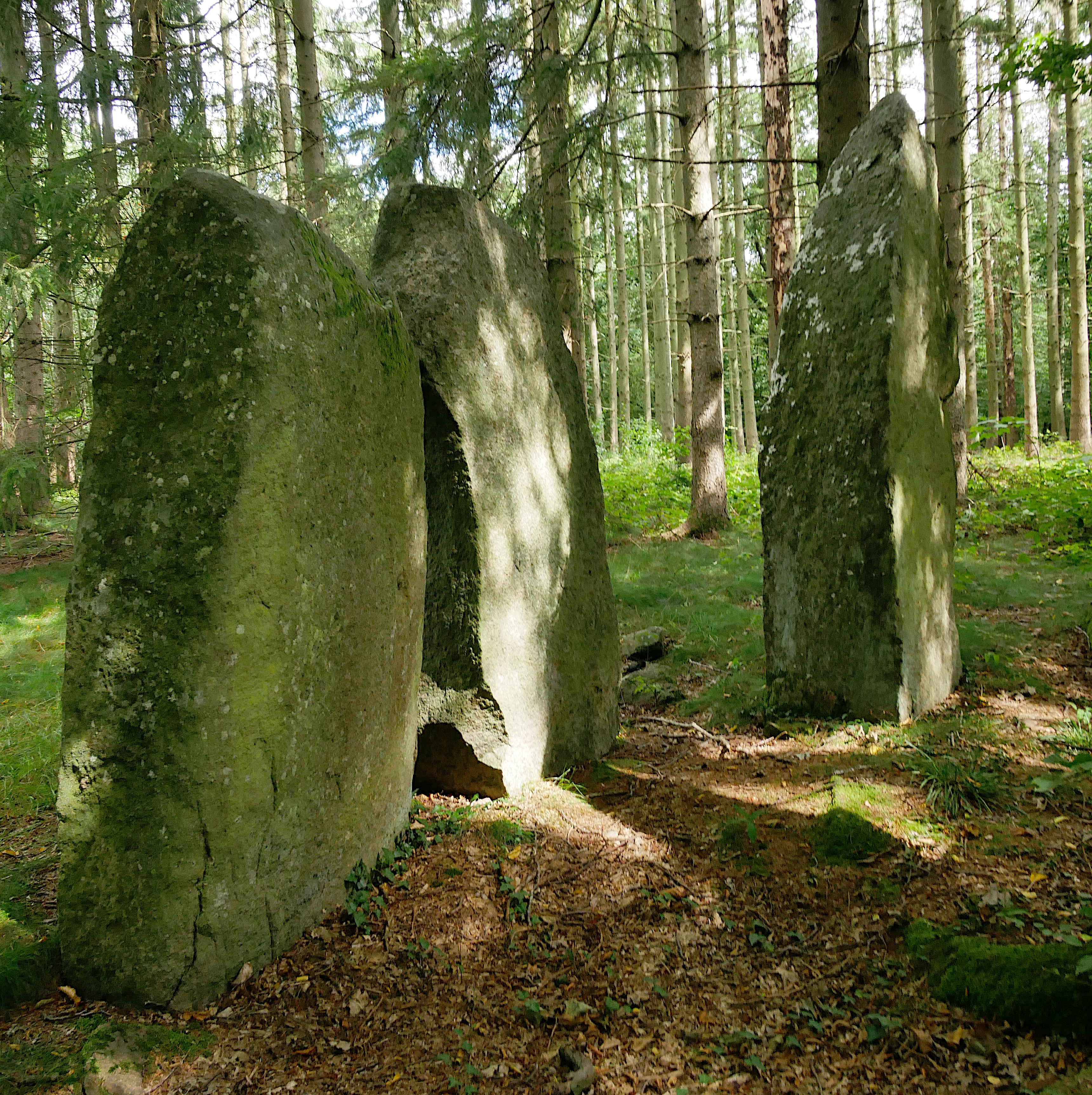
Große Menhire
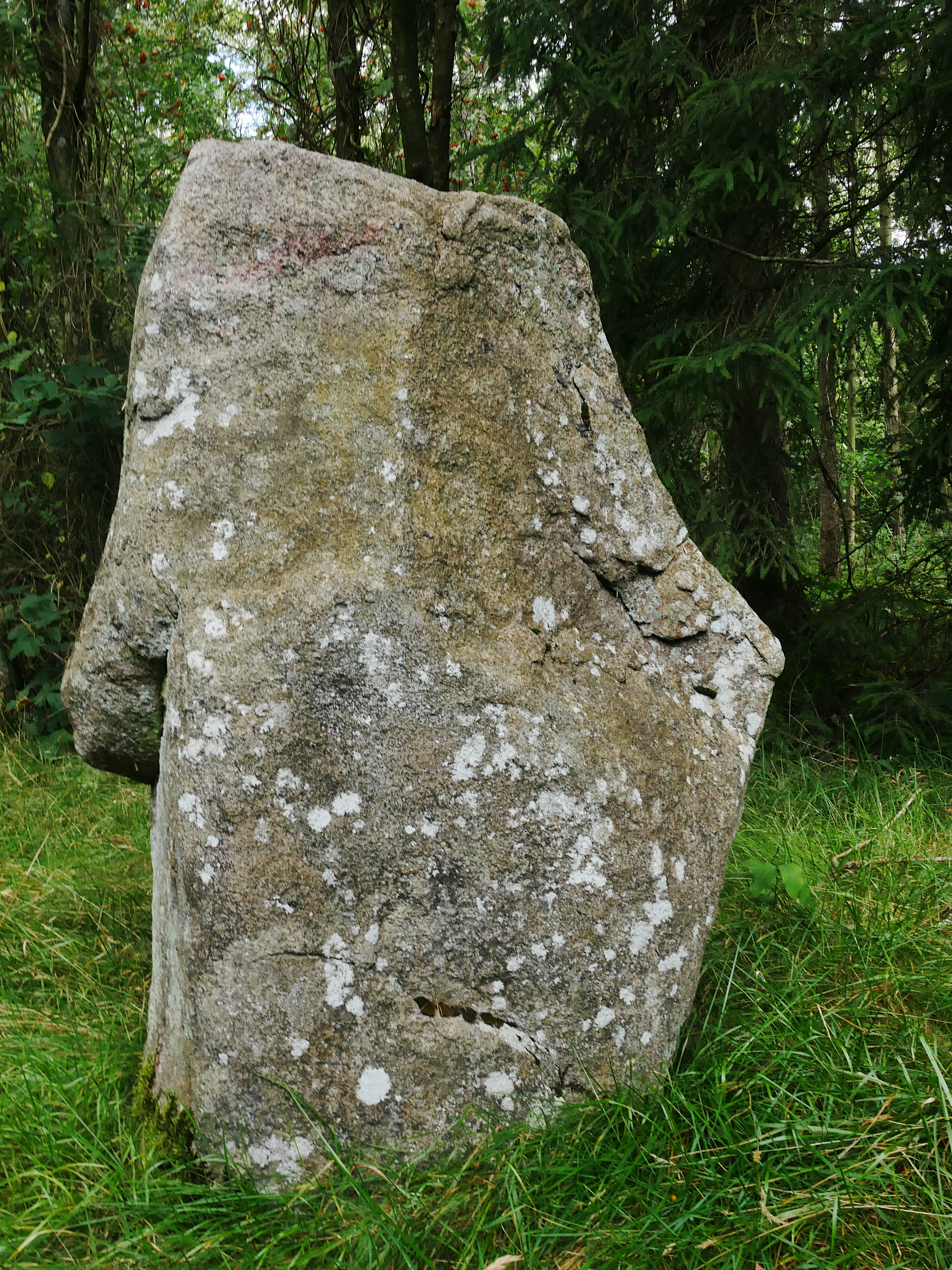
Menhir
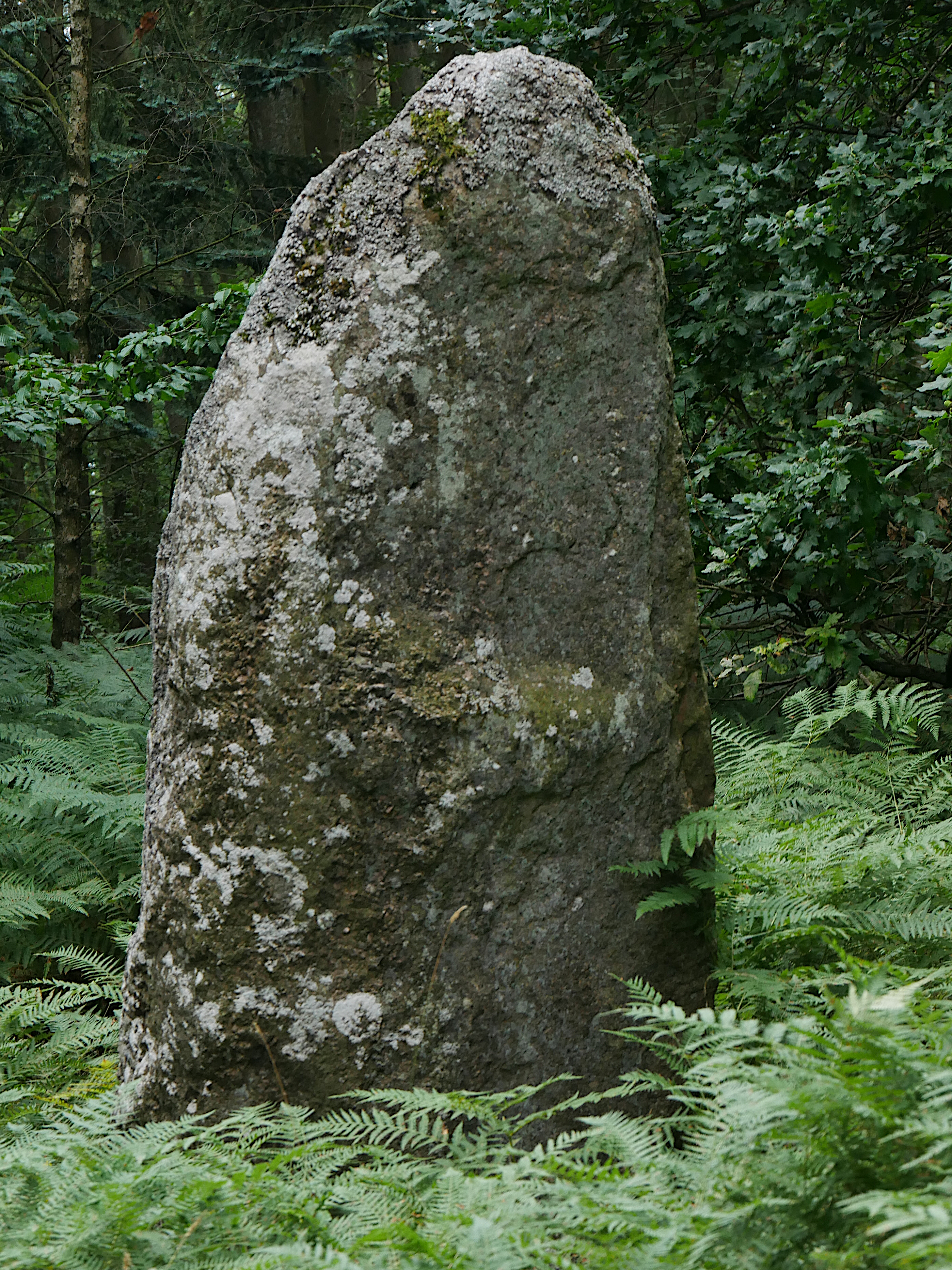
Menhir